# Monofiletisme

El grup dels vertebrats per la seva proximitat és un bon exemple per entendre els diversos tipus de grups filogenètics o taxa:
El clade Reptilia que inclou els sargantanes, tortugues i també les aus formen un grup monofilètic
En canvi els rèptils, animals de sang freda formarien un grup parafilètic,
En contraposició els animals homeoterms (aus i mamífers) formarien un grup polifilètic.

En filogènia el monofiletisme és una teoria evolucionista en la qual es determina que una branca jeràrquica qualsevol o un tronc taxonòmic deriva d'una única forma fonamental. El terme s'aplica als grups d'organismes (grup monofilètic) en què tots els seus integrants comparteixen un avantpassat comú, i que tots els descendents d'aquest avantpassat queden inclosos en el grup. Per exemple, es creu que tots els organismes en el gènere Homo procedeixen de la mateixa forma ancestral de la família Hominidae. Així doncs, el gènere Homo és monofilètic.
Al contrari, un grup que en conté només alguns, però no tots, dels descendents de l'avantpassat comú s'anomena parafilètic, i un grup taxonòmic que conté organismes però manca d'un avantpassat comú es diu polifilètic.
Es prioritzen la formació de grups monofilètics i en aquest sentit quan un grup no ho és es procura adequar-lo a les noves circumstàncies, incorporant les formes properes i escindint les que no ho són.
Aquesta tendència va ser introduïda per Willi Hennig, i l'èxit de l'escola cladista de sistemàtica l'ha convertit en dominant. Tanmateix, s'ha de fer constar que molts especialistes en taxonomia usen el terme holofilètic per al mateix concepte, i anomenen monofilètics tant als grups holofilétics com als parafilètics.
En cladística, els grups holofilètics (monofilètics si se segueixen les tesis de Hennig) s'anomenen clades.